# Następcy parszywej dwunastki
Następcy parszywej dwunastki (ang. Soldier Boyz) – amerykański film akcji z 1995 roku w reżyserii Louisa Mourneau, wyprodukowany przez wytwórnię Motion Picture Corporation of America.
Premiera filmu odbyła się 18 października 1995 w Grecji. Trzy miesiące później, 26 stycznia 1996, obraz trafił do kin na terenie Stanów Zjednoczonych.
Zdjęcia do filmu kręcono na Filipinach.

## Fabuła
Nad Wietnamem zostaje zestrzelony samolot lecący z misją charytatywną. Na pokładzie znajduje się córka miliardera Jamesona – Gabrielle. Akcję ratunkową organizuje były żołnierz, Howard Toliver (Michael Dudikoff), który rekrutuje grupę więźniów składających się z Vasqueza (Jacqueline Obradors), Buttsa, Monstera, Lopeza, Brophy’ego (Channon Roe) i Lamba. W zamian za udział w misji skazani mają odzyskać wolność.

## Obsada
- Michael Dudikoff jako żołnierz Howard Toliver
- Cary-Hiroyuki Tagawa jako Vinh Moc
- Tyrin Turner jako Butts
- Jacqueline Obradors jako Vasquez
- Channon Roe jako Brophy
- Cedrick Terrell jako Monster
- Demetrius Navarro jako Lopez
- Hank Brandt jako miliarder Jameson Prescott
- Nicole Hansen jako Gabrielle, córka Jamesona

## Odbiór
W serwisie Rotten Tomatoes wynik widowni filmu Następcy parszywej dwunastki wynosi obecnie 38%.